# Ouzbek
Cet article concerne la langue ouzbek. Pour le peuple ouzbek, voir Ouzbeks.
L'ouzbek (autonymie : oʻzbek tili) est une langue appartenant au groupe des langues turciques de la famille des langues altaïques, parlée par plus de 50 millions de personnes. Il est surtout utilisé en Asie centrale, principalement en Ouzbékistan (environ 28 millions de locuteurs sur 30 millions d'Ouzbeks ethniques et 34 millions d'Ouzbékistanais), où il est la langue officielle, mais également au Tadjikistan (1 300 000), au Kirghizstan (1 000 000), au Turkménistan (500 000) et en Afghanistan (4 500 000). Il est également parlé en Chine dans la province ouïgoure de Xinjiang (393 000).
L'ouzbek moderne puise ses origines dans la langue tchaghataï (ou djaghataï) qui est aussi à l'origine de la langue ouïghoure. L'émir Mir Alisher Navoï, grand poète et philosophe du XVIe siècle, a largement contribué à la formation de la langue ouzbèke moderne. L'ouzbek officiel actuel se base sur le dialecte de Ferghana et, dans une moindre mesure, sur celui de Tachkent. On peut noter également les dialectes karlouk, kiptchak et oghouz.[réf. nécessaire]

## Alphabet ouzbek
Avant 1928, l'alphabet ouzbek est perso-arabe (basé sur la yaña imlâ), de 1928 aux années 1940 latin (version du Yanalif), de 1940 à 1992 cyrillique, à partir de 1992 à nouveau latin mais remanié (d'abord dans la version proche du turc, ensuite, depuis mai 1995, avec une translittération sans signes diacritiques). Toutefois, l'apostrophe a valeur phonétique (coup de glotte, voyelle longue ou séparation de consonnes) et il existe deux digrammes avec des apostrophes culbutées, gʻ et oʻ. De nos jours, l'ouzbek s'écrit en alphabet latin.
Les Ouzbeks de Chine et d'Afghanistan  utilisent un alphabet arabe modifié.
- Ancien alphabet arabe[4]

| ا | ب | پ | ت | ث | ج | چ | ح |
| خ | د | ذ | ر | ز | ژ | س | ش |
| ص | ض | ط | ظ | ع | غ | ف | ق |
| ک | گ | ل | م | ن | و | ه | ی |

- Alphabet arabe de 2003 utilisé en Afghanistan[5]

| آ | ا | أ | ء | ب | پ | ت | ث |
| ج | چ | ح | خ | ذ | ر | ز | ژ |
| س | ش | ص | ض | ط | ظ | ع | غ |
| ف | ق | ک | گ | ل | م | ن | و |
| ؤ | ۇ | ۉ | ه | ة | ی | ي | ې |
| ئ |   |   |   |   |   |   |   |

- Alphabet cyrillique (jusqu'à l'indépendance du pays)

| А а | Б б | В в | Г г | Д д | Е е | Ё ё | Ж ж |
| З з | И и | Й й | К к | Л л | М м | Н н | О о |
| П п | Р р | С с | Т т | У у | Ф ф | Х х | Ц ц |
| Ч ч | Ш ш | Ъ ъ | Ь ь | Э э | Ю ю | Я я | Ў ў |
| Қ қ | Ғ ғ | Ҳ ҳ |     |     |     |     |     |

- Alphabet latin (version de 1995)

| А а   | B b   | V v | G g | D d | Е е (Ye au début) | Yo yo | J j                |
| Z z   | I i   | Y y | K k | L l | М m               | N n   | О о                |
| P p   | R r   | S s | Т t | U u | F f               | X x   | Ts ts (S au début) |
| Ch ch | Sh sh | ʼ   | -   | E e | Yu yu             | Ya ya | Oʻ oʻ              |
| Q q   | Gʻ gʻ | H h |     |     |                   |       |                    |

Le texte de l'Article 1 de la Déclaration universelle des droits de l'homme en ouzbek écrit en caractères latins et cyrilliques :
- « Barcha odamlar erkin, qadr-qimmat va huquqlarda teng boʻlib tugʻiladilar. Ular aql va vijdon sohibidirlar va bir-birlari ila birodarlarcha muomala qilishlari zarur » ;
- « Барча одамлар эркин, қадр-қиммат ва ҳуқуқларда тенг бўлиб туғиладилар. Улар ақл ва виждон соҳибидирлар ва бир-бирлари ила биродарларча муомала қилишлари зарур » ;
- traduction en français : « Tous les êtres humains naissent libres et égaux en dignité et en droits. Ils sont doués de raison et de conscience et doivent agir les uns envers les autres dans un esprit de fraternité ».

## Prononciation
La langue ouzbèke (et spécifiquement les accents dominants de Tachkent et de Ferghana) a une double particularité par rapport aux autres langues turques : elle se caractérise par l'absence d'harmonie vocalique, survenue, le plus probablement, sous l'influence du persan, et par l'okanié ou réduction de voyelles (quand certains [a] panturcs se prononcent comme des [o]). La dernière trouve son reflet dans la règle historique de translittération des noms et des noms propres ouzbeks s'écrivant avec un « o » vers une forme panturque avec un « a » (Toshkent - Tashkent, Islom - Islam, Andijon - Andijan, Abdullo - Abdullah). Cette translittération est toujours pratiquée dans une certaine mesure, malgré le passage de l'ouzbek à l'alphabet latin. L'harmonie vocalique est nettement moins présente dans l'ouzbek du nord et de l'ouest de l'Ouzbékistan. L'accent de mot tombe généralement sur la dernière syllabe.

## Grammaire
L'ouzbek est une langue agglutinante qui ne connait pas le genre ni l'article. Les noms se déclinent de façon uniforme (une seule déclinaison) avec 6 cas : le nominatif (pas de marque), le possessif et le génitif (suffixe -ning), l'accusatif (suffixe -ni), le datif-directif (suffixe -ga), le locatif (suffixe -da) et l'ablatif (suffixe -dan). Le pluriel des noms se forme au moyen du suffixe -lar. L'adjectif épithète se place avant le nom et ne s'accorde ni en cas ni en nombre. Le comparatif de supériorité se forme au moyen du suffixe -roq. Il existe en ouzbek de nombreuses postpositions, qui régissent soit le nominatif, soit le datif, soit l'ablatif. L'infinitif des verbes est caractérisé par le suffixe -moq.

### Conjugaison

#### Présent de l’indicatif
Les désinences personnelles sont : -man, -san (informel)/-siz (politesse), -di, -miz, -sizlar, -dilar.
Entre le radical et la désinence personnelle s’intercale un phonème de liaison. Ce phonème est a après un radical terminé par une consonne, y après un radical terminé par une voyelle (ce y forme une diphtongue avec la voyelle du radical).
Exemples:
gapir-moq "parler'"
| Sg. 1 | gapir-a-man               |
| Sg. 2 | gapir-a-san / gapir-a-siz |
| Sg. 3 | gapir-a-di                |
| Pl. 1 | gapir-a-miz               |
| Pl. 2 | gapir-a-sizlar            |
| Pl. 3 | gapir-a-dilar             |

yasha-moq "vivre, habiter"
| Sg. 1 | yasha-y-man               |
| Sg. 2 | yasha-y-san / yasha-y-siz |
| Sg. 3 | yasha-y-di                |
| Pl. 1 | yasha-y-miz               |
| Pl. 2 | yasha-y-sizlar            |
| Pl. 3 | yasha-y-dilar             |

## Exemples de mots ouzbeks
| français | ouzbek |
| -------- | ------ |
| terre    | yer    |
| ciel     | osmon  |
| eau      | suv    |
| feu      | olov   |
| homme    | inson  |
| femme    | ayol   |
| manger   | yemoq  |
| boire    | ichmoq |
| grand    | katta  |
| petit    | kichik |
| nuit     | tun    |
| jour     | kun    |